# Mistrzostwa Świata Juniorów w Saneczkarstwie 2000
15. Mistrzostwa świata juniorów w saneczkarstwie 2000 odbyły się w dniach 24–30 stycznia w niemieckim Altenbergu. Rozegrane zostały cztery konkurencje: jedynki kobiet, jedynki mężczyzn, dwójki mężczyzn oraz zawody drużynowe. W tabeli medalowej najlepsi byli Niemcy.

## Wyniki

### Jedynki kobiet
| Medal | Zawodniczka   | Narodowość        | Czas | Strata |
| ----- | ------------- | ----------------- | ---- | ------ |
|       | Julia Schäfer | Niemcy            |      |        |
|       | Brenna Margol | Stany Zjednoczone |      |        |
|       | Becky Wilczak | Stany Zjednoczone |      |        |

### Jedynki mężczyzn
| Medal | Zawodnik        | Narodowość | Czas | Strata |
| ----- | --------------- | ---------- | ---- | ------ |
|       | Martin Abentung | Austria    |      |        |
|       | David Möller    | Niemcy     |      |        |
|       | Kyle Connelly   | Kanada     |      |        |

### Dwójki mężczyzn
| Medal | Zawodnicy                           | Narodowość        | Czas | Strata |
| ----- | ----------------------------------- | ----------------- | ---- | ------ |
|       | Patrick Anderson/Brian Wohlleb      | Stany Zjednoczone |      |        |
|       | Grant Albrecht/Mike Moffat          | Kanada            |      |        |
|       | Siergiej Dobrinin/Siergiej Czudinow | Rosja             |      |        |

### Drużynowe
| Medal | Zawodnicy | Narodowość | Czas | Strata |
| ----- | --------- | ---------- | ---- | ------ |
|       |           | Niemcy II  |      |        |
|       |           | Niemcy I   |      |        |
|       |           | Austria I  |      |        |

## Klasyfikacja medalowa
| Miejsce | Państwo           |   |   |   | Razem |
| ------- | ----------------- | - | - | - | ----- |
| 1.      | Niemcy            | 2 | 2 | 0 | 4     |
| 2.      | Stany Zjednoczone | 1 | 1 | 1 | 3     |
| 3.      | Austria           | 1 | 0 | 1 | 2     |
| 4.      | Kanada            | 0 | 1 | 1 | 2     |
| 5.      | Rosja             | 0 | 0 | 1 | 1     |